# جوزف انتیک
جوزف آنتیک (انگلیسی: Joseph Antic; ۱۳ مارس ۱۹۳۱ – ۱۲ ژوئیهٔ ۲۰۱۶) بازیکن هاکی روی چمن اهل هند بود.